# Café le Sébastopol
L'ancien Café le Sébastopol est un édifice situé à Granges-sur-Lot, dans le département de Lot-et-Garonne, en France.

## Localisation
L'ancien café est situé place Papon-Lagrave, place principale de Granges-sur-Lot.

## Historique

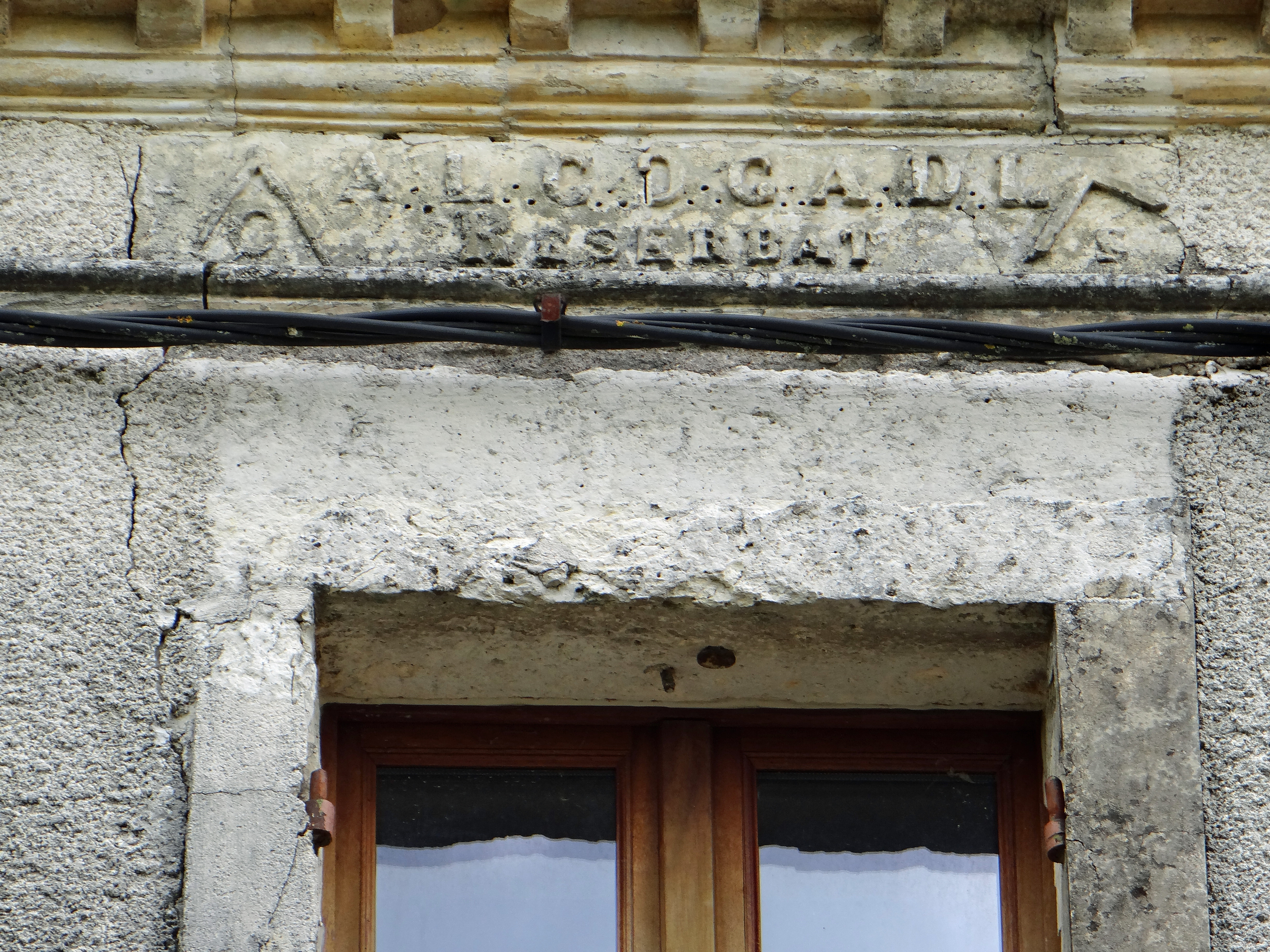
Inscription sous la corniche.

La maison a été construite en 1856 pour Étienne Pasquier. La maison comprenait une salle de bal au rez-de-chaussée et un café ayant pu aussi servi de loge maçonnique au premier étage. Le propriétaire aurait été soldat pendant la guerre de Crimée, ce qui expliquerait les thèmes des peintures de la salle du café, et franc-maçon si on en croit l'inscription placée sous la corniche de la maison, entre un compas et une équerre : « À L(a) G(loire) D(u) G(rand) A(rchitecte) D(e) L('univers)  / RESERBAT » avec trois points entre les lettres. On retrouve la même inscription sur une maison de Saint-Sardos.
Les dix-huit tableaux conservés sur les trois murs de la salle du premier étage. La moitié des peintures représente est consacrée à la guerre de Crimée. Ces peintures alternent avec des personnages des XVIe et XVIIIe siècles ou des chasseurs représentés dans la campagne locale. À la chute de Napoléon III les peintures à sa gloire ont été recouvertes de papier peint et ont échappé à leur destruction. Cette occultation a entraîné leur ignorance au moment de la destruction du quatrième mur de la salle du café.
L'identité du peintre n'est pas assurée. Les peintures pourraient avoir été réalisées par le même peintre que celui du Café-restaurant de la Paix, à Bruch, un certain Messine qui aurait été logé et nourri gratuitement. 
La maison abritant la salle du café avec son décor peint a été inscrite au titre des monuments historiques le 22 juillet 1998,.

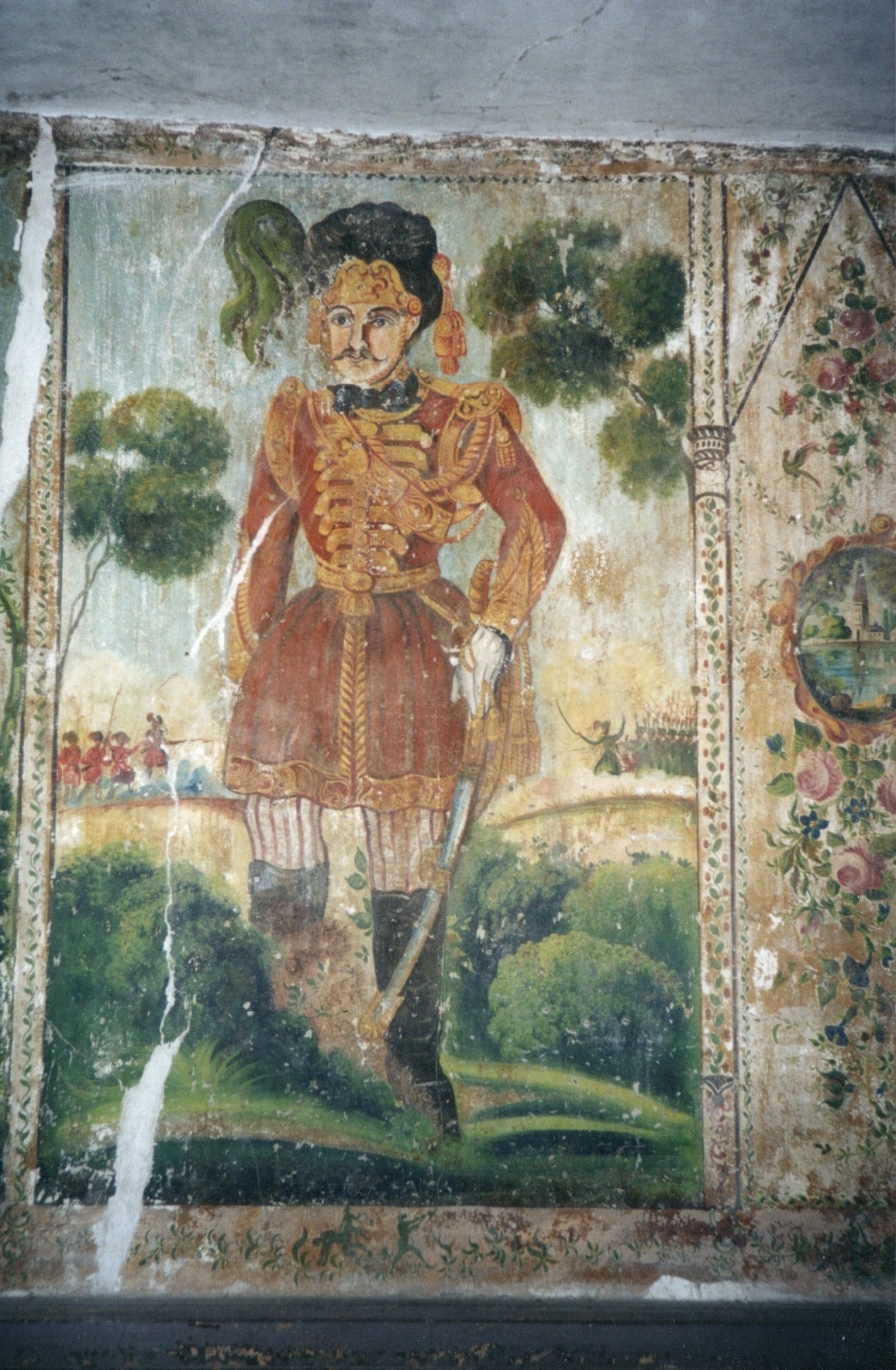
Détail des fresques du peintre Messine pour le café Le Sébastopol, photo 2002.